# Juan Miguel Echevarría
Juan Miguel Echevarría (ur. 11 sierpnia 1998) – kubański lekkoatleta specjalizujący się w skoku w dal.
Finalista mistrzostw świata U18 (Cali 2015) oraz U20 (Bydgoszcz 2016). Zimą 2018 został halowym mistrzem świata. W 2019 sięgnął po brązowy medal światowego czempionatu w Doha. Wicemistrz olimpijski z Tokio (2021).
Złoty medalista mistrzostw Kuby.

## Osiągnięcia
| Rok  | Impreza                                            | Miejsce    | Lokata            | Wynik |
| ---- | -------------------------------------------------- | ---------- | ----------------- | ----- |
| 2014 | Mistrzostwa Ameryki Południowej juniorów młodszych | Cali       | OC                | 6,97  |
| 2015 | Mistrzostwa świata juniorów młodszych              | Cali       | 4. miejsce        | 7,69  |
| 2015 | Mistrzostwa panamerykańskie juniorów               | Edmonton   | 1. miejsce        | 7,76  |
| 2016 | Mistrzostwa świata juniorów                        | Bydgoszcz  | 5. miejsce        | 7,78  |
| 2017 | Mistrzostwa świata                                 | Londyn     | el. – 15. miejsce | 7,86  |
| 2018 | Halowe mistrzostwa świata                          | Birmingham | 1. miejsce        | 8,46  |
| 2019 | Igrzyska panamerykańskie                           | Lima       | 1. miejsce        | 8,27  |
| 2019 | Mistrzostwa świata                                 | Doha       | 3. miejsce        | 8,34  |
| 2021 | Igrzyska olimpijskie                               | Tokio      | 2. miejsce        | 8,41  |

## Rekordy życiowe
Stadion
- skok w dal – 8,68 (28 listopada 2018, Bad Langensalza); 8,92w (10 marca 2019, Hawana)

Hala
- skok w dal – 8,46 (2 marca 2018, Birmingham)